# Гюттблек
Гюттблек (нім. Hüttblek) — громада в Німеччині, розташована в землі Шлезвіг-Гольштейн. Входить до складу району Зегеберг. Складова частина об'єднання громад Кісдорф.
Площа — 2,75 км2. Населення становить 370 ос. (станом на 31 грудня 2020).